# Camp David-aftalen
Camp David-aftalen blev underskrevet den. 17. september 1978 og indebar en overenskomst om fred i Mellemøsten. USA's præsident Jimmy Carter ledede de hemmelige forhandlinger, som varede i tolv dage, mellem Egyptens præsident Anwar Sadat og Israels premierminister Menachem Begin. Aftalen fik navn efter stedet de foregik på, Camp David, som er bedre kendt som den amerikanske præsidents landsted.
Aftalen lagde også grundlag for den tilbagevendende amerikansk-egyptiske militærøvelse Bright Star.